# Ableton
Ableton AG ist ein Berliner Unternehmen für Musiksoftware. Mit einem Marktanteil von 20 % gehört das Unternehmen im Premiumbereich der Sequenzerprogramme zu den drei führenden Anbietern.
Neben Live, das als Hauptaushängeschild gilt, entwickelte Ableton die Software-Instrumente Operator und Sampler, die optionale kostenpflichtige Bestandteile des Programms Live sind.

## Geschichte
Das Unternehmen wurde von dem Informatiker und Musiker Gerhard Behles sowie dem Informatiker Bernd Roggendorf gegründet. Beide arbeiteten zusammen bei der Berliner Software-Firma Native Instruments. Die Firma Ableton AG wurde mit dem Ziel gegründet, eine live- und improvisationstaugliche Musiksoftware zu entwickeln.
Ein weiteres Gründungsmitglied von Ableton ist Robert Henke, der an der Entwicklung der Software beteiligt war. Er und Gerhard Behles stellten darüber hinaus eine Gruppe für elektronische Musik mit dem Bandnamen Monolake dar. Nach der Gründung von Ableton konzentrierte sich Gerhard Behles jedoch ausschließlich auf Ableton, während Robert Henke weiterhin als Monolake Musik erschafft und bis heute bei Ableton mitarbeitet.
1998 wurde Ableton Hauptpreisträger beim Gründerwettbewerb Multimedia des Bundesministeriums für Wirtschaft und konnte durch die Hilfe des FUTOUR-Förderprogramms die offizielle Gründung des Unternehmens im Folgejahr 1999 finanzieren.

## Unternehmen
Ableton erzielte 2012 einen Umsatz von 14,7 Mio. Euro, davon über 90 % im Ausland. Im Juni 2017 übernahm Ableton die Musiksoftware-Firma Cycling '74 mit deren Hauptprodukt Max/MSP.
Im November 2017 veranstaltete Ableton das Musikfestival „Loop“ mit Workshops, Podiumsdiskussionen, Konzerten und Sessions im Funkhaus Nalepastraße Berlin.
Bis zum Ende des Geschäftsjahres am 31. Dezember 2021 stieg der Jahresumsatz der Ableton AG auf 72,8 Mio. Euro bei einem Gewinn von 9,807 Mio. Euro an.

### Standorte
Ableton hat seinen Firmensitz in Berlin-Prenzlauer Berg. 2005 wurde eine USA-Niederlassung in New York eröffnet. Schon wenige Jahre später wurde diese Niederlassung 2011 nach Pasadena an die Westküste der Vereinigten Staaten verlegt.

## Produkte

### Live
Ableton Live ist ein Sequenzer bzw. eine DAW und wie Logic, Pro Tools oder Cubase ein Werkzeug/„Sequencing-Instrument“ zur Musikproduktion. Seine Stärken liegen im modularen Ansatz sowie in der Echtzeitbearbeitung von Samples, was das Komponieren und Improvisieren in Echtzeit vereinfacht. Dadurch kann es gleichermaßen von Musikern, DJs und Produzenten als Instrument verwendet werden. Mit der Einführung der Schnittstelle Max For Live (ab Version 8) wurde 2009 das Konzept der Modularität erheblich erweitert.

### Operator
Der Operator ist ein auf FM-Synthese basierter Synthesizer, maßgeblich entwickelt von Robert Henke.

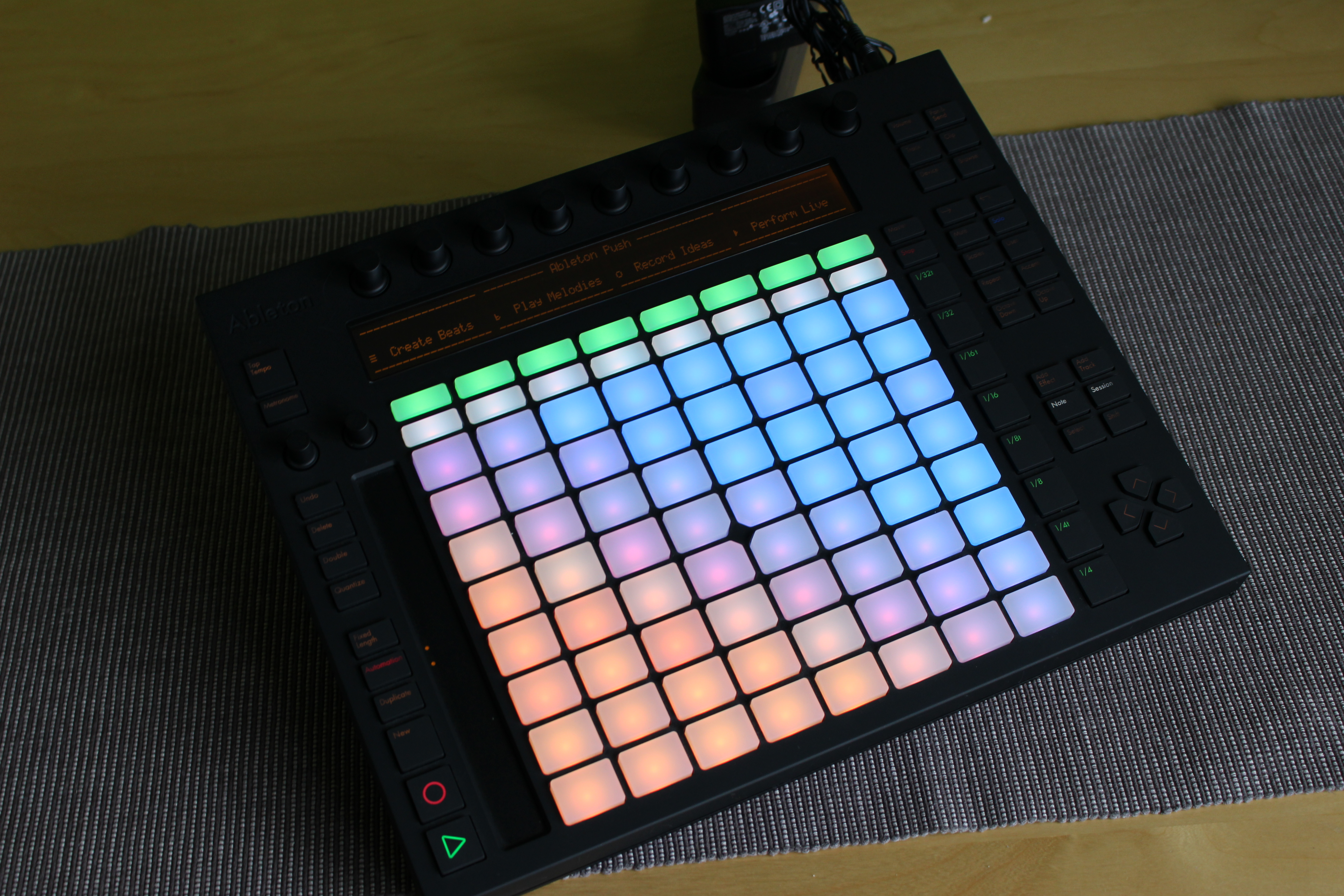
Ableton Push

### Sampler
Der Multisampler ist ein Instrument, das zeitgleich mit Live 6 erschienen ist.

### Push
Push ist ein von Ableton entwickelter und mit der Version 9 von Ableton Live auf den Markt gebrachter Hardware-Controller für Live. Ableton selbst bezeichnet ihn als Instrument. Am 2. November 2015 stellte Ableton die neue Version Push 2 mit Verbesserung des Displays und der Pads vor, zusammen mit einem darauf ausgelegten Update von Live auf die Version 9.5. Am 23. Mai 2023 wurde Push 3 (zusammen mit Live 11.3) veröffentlicht, als Controller sowie als Standalone-Version, welche die Nutzung des Pushs ohne Laptop ermöglicht.

### Max For Live
Im Jahre 2009 erschien als Produkt der Zusammenarbeit von Ableton mit Cycling '74 (San Francisco) Max For Live. Als Schnittstelle zur graphischen Entwicklungsumgebung Max/MSP ermöglicht M4L den Benutzern die Gestaltung und den Austausch von leistungsfähigen MIDI- und Audio-Prozessen für Ableton Live. Die Firma Cycling '74 wurde im Juni 2017 von Ableton übernommen.

## Auszeichnungen
- Electronic Musician: 2003 Editor’s Choice (ebenso: 2005 und 2006)
- PC Professionell: PC Pro Recommendet Award
- Macworld: Five Mice Rating
- Remix: Remix Technology Award 2003, 2004, 2005
- Musikmesse: m.i.p.a. 2004, 2005, 2006